# Hammarbyslussen

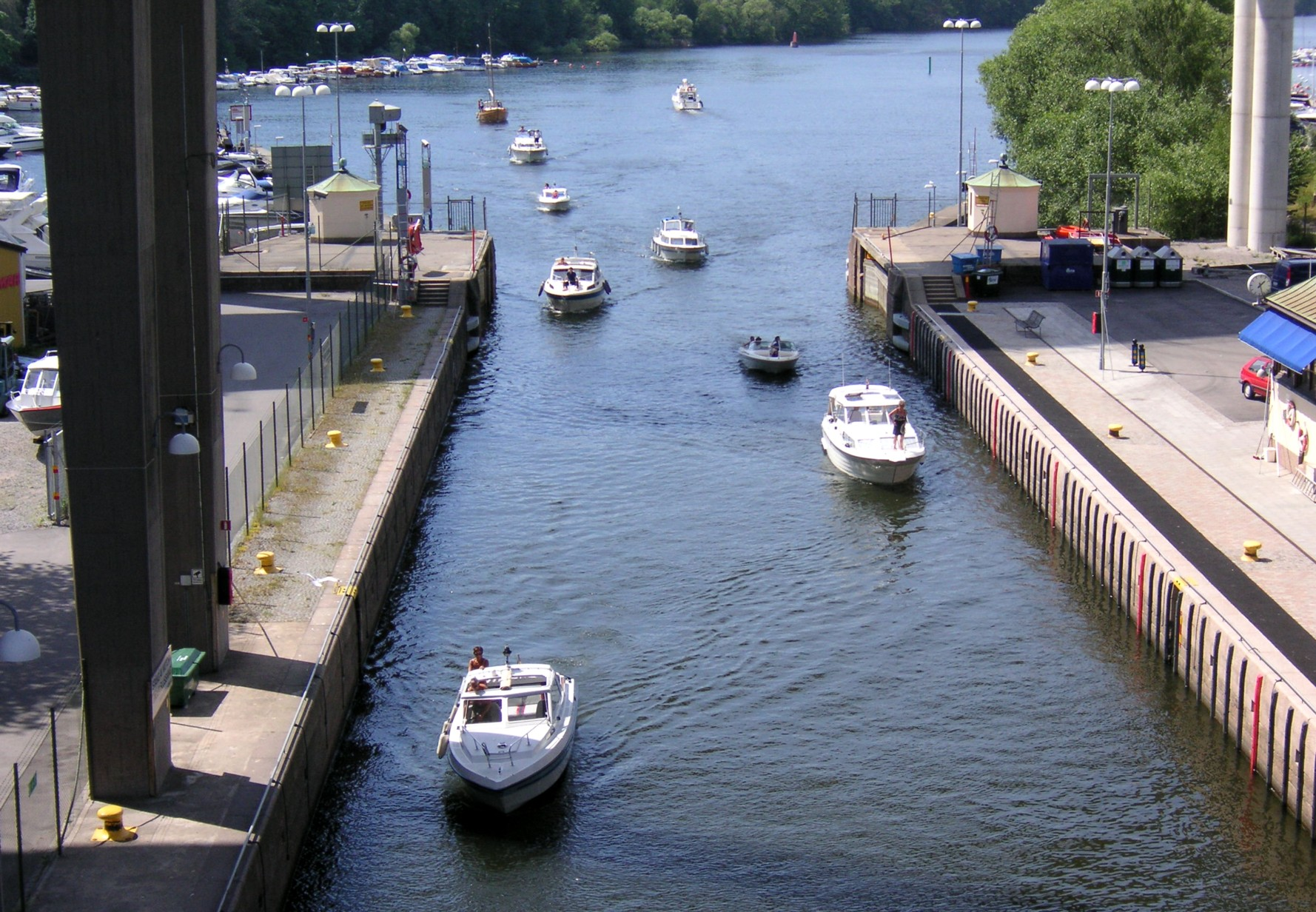
Hammarby sluss, en sommardag 2006.

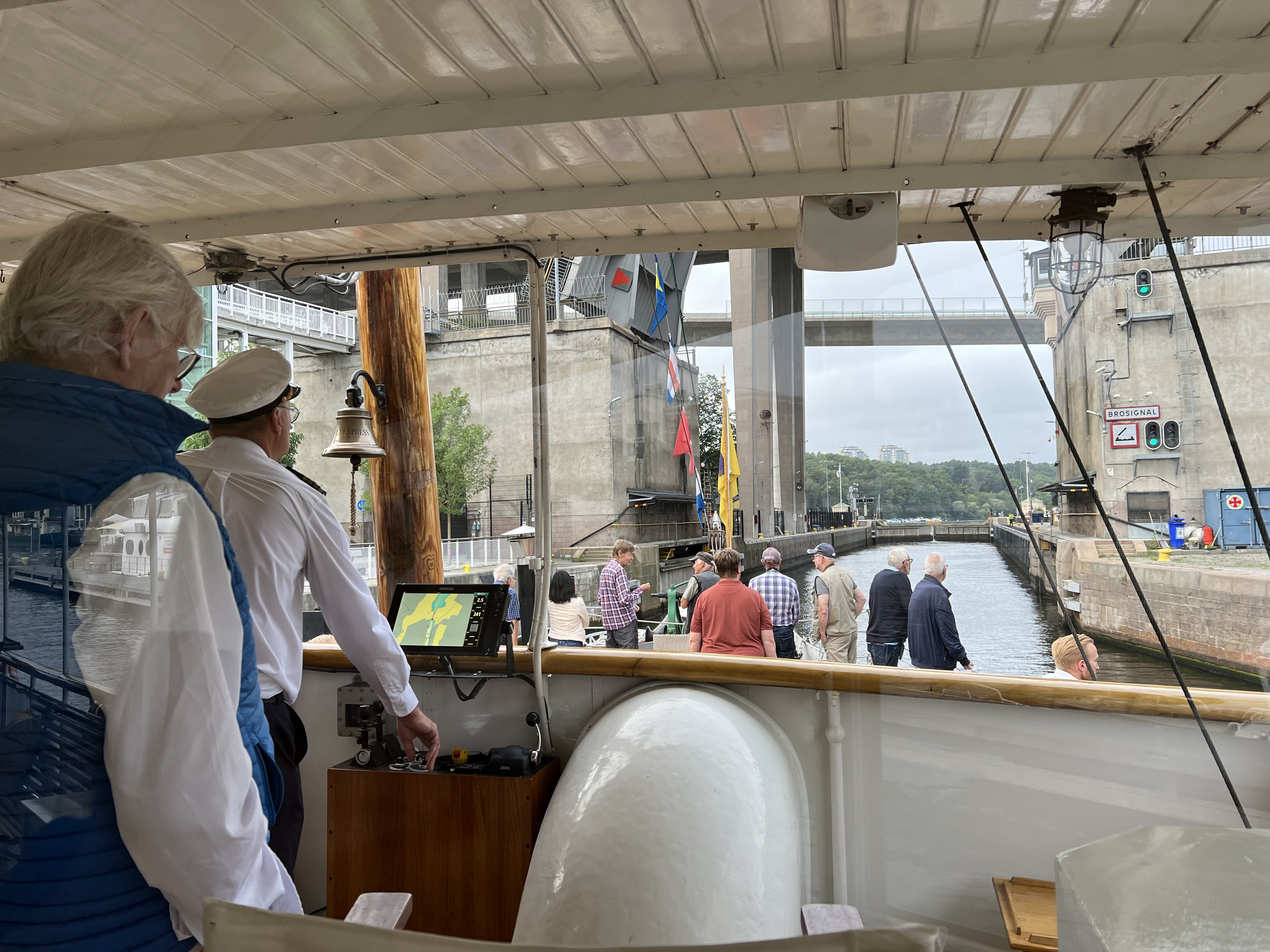
S/S Motala Express går in i Hammarbyslussen, 2022.

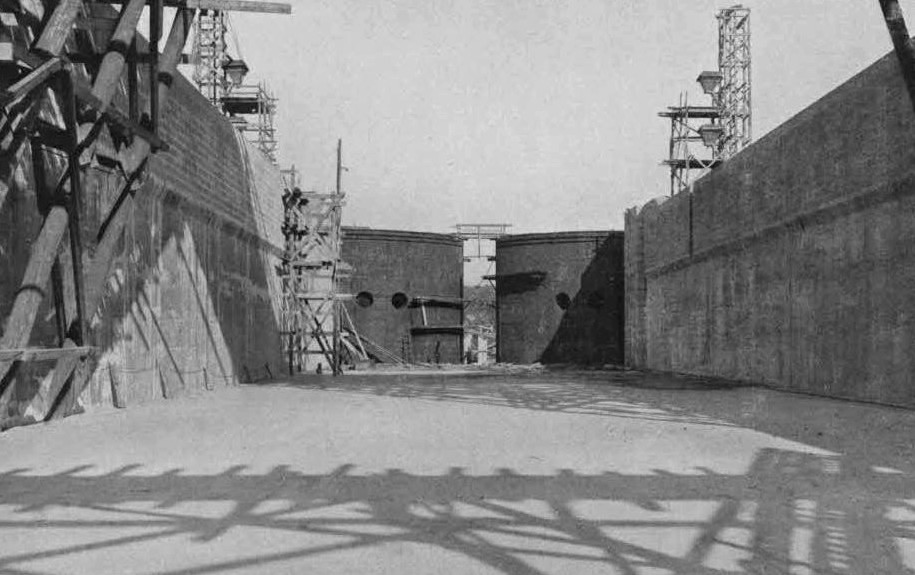
Slussen under byggnad 1923.

Hammarbyslussen är en sluss mellan Årstaviken som tillhör Mälaren och Hammarby sjö som är en del av Östersjön.

## Beskrivning
Hammarbyslussen byggdes i samband med Hammarbyleden i mitten av 1920-talet och invigdes 1930. Hammarbyleden beslutades 1914 och blev ett stort infrastrukturprojekt i södra Stockholm. I projektet ingick förutom Hammarby sluss och Danvikskanalen (invigd 1930) tre klaffbroar och en högbro:
- Danviksbron (invigd 1922),
- Skansbron (invigd 1925)
- Liljeholmsbron (invigd 1928),
- Årstabron över Årsta holmar (invigd 1929)

Slussbassängens mått är enligt Sjöfartsverkets uppgifter: längd 115,00 meter, bredd 17,40 meter och djup över slusströsklarna är 6,29 meter, den segelfria höjden under slussbron (Skansbron) är 10,4 meter, när den är stängd.
Hammarbyslussen korsas av tre broar - Skansbron, Skanstullsbron och Johanneshovsbron.